# Videoclip Italia Awards
I Videoclip Italia Awards sono un premio nazionale dedicato ai migliori videoclip musicali italiani. Fondato nel 2022 con l'obiettivo di valorizzare il lavoro di registi, artisti e professionisti dell'audiovisivo nel settore musicale, il premio si distingue per il suo focus sulla creatività, l'innovazione e i talenti emergenti. L'evento è patrocinato da FIMI e ANICA.

## Organizzazione e storia
La premiazione è stata fondata nel 2022 da Videoclip Italia APS, società con sede a Vicenza, con patrocinio dell'Associazione delle industrie cinematografiche italiana. L'evento mira a «promuovere la creatività e i talenti che operano nella produzione audiovisiva dei videoclip musicali in Italia» premiando i video musicali pubblicati su YouTube Italia nel corso di un anno.
I videoclip vengono selezionati da una giuria di esperti composta da professionisti del settore, tra cui registi, produttori, professionisti dell'audiovisivo, critici musicali e giornalisti specializzati. La cerimonia di premiazione è preceduta da conferenze e workshop inerenti al mondo del videoclip musicale.
Fin dalla prima edizione le categorie di premi valorizzano i diversi aspetti della realizzazione di un videoclip. I riconoscimenti vengono assegnati ai migliori video suddivisi per genere musicale – pop, rock, rap, elettronica, indie e alternativo – oltre a premiare i registi, con una categoria specifica dedicata ai talenti emergenti. Il premio dedica inoltre spazio ai professionisti tecnici del settore, con riconoscimenti per la direzione della fotografia, il montaggio, gli effetti speciali, il colour grading, lo styling, il make-up & hair e la scenografia. Sono previsti anche due premi speciali, uno per l'animazione e uno per il miglior videoclip realizzato con un budget ridotto. Infine, viene assegnato un riconoscimento al miglior videoclip internazionale.
Fin dalla prima edizione, è stato previsto anche un ulteriore premio assegnato da una giuria studentesca, formata da studenti di Accademie di cinema, Accademie delle Belle Arti e Università.
L'orga Dal 2024, vi è inoltre un premio assegnato dalla redazione di Billboard Italia a uno dei dieci videoclip italiani più visti su YouTube l'anno precedente.
Le prime tre edizioni si sono tenute a Roma, presso i club Monk (2022, 2023) e Largo Venue (2024), mentre la quarta edizione si terrà a Milano presso Base.

## Edizioni
| Edizione | Anno | Data           | Sede della cerimonia | Migliore Videoclip Italiano                                      | Regista dell'anno |
| -------- | ---- | -------------- | -------------------- | ---------------------------------------------------------------- | ----------------- |
| 1ª       | 2022 | 29 maggio 2022 | Monk, Roma           | Hold On – Not Waving, Marie Davidson, diretto da Angelo Cerisara | Tommaso Ottomano  |
| 2ª       | 2023 | 11 giugno 2023 | Monk, Roma           | Quattro pareti – Arssalendo, diretto da Giada Bossi              | Giada Bossi       |
| 3ª       | 2024 | 2 giugno 2024  | Largo Venue, Roma    | Cocktail d'amore – Mahmood, diretto da Torso                     | Tommaso Ottomano  |
| 4ª       | 2025 | 16 maggio 2025 | BASE, Milano         | Non chiamarmi bella – Lamante; regia di Nicolò Bassetto          | Simone Peluso     |

## Categorie
Le categorie del premio sono suddivise in tre macrocategorie: generi musicali, premi tecnici e premi speciali.

### Categorie attuali

#### Generi musicali
- Migliore videoclip pop
- Migliore videoclip rap/trap
- Migliore videoclip rock
- Migliore videoclip elettronica
- Migliore videoclip indie
- Migliore videoclip alternative

#### Premi tecnici
- Migliore fotografia
- Migliore montaggio
- Migliore scenografia
- Migliore color grading
- Migliori effetti visivi/VFX
- Migliore styling
- Migliore make-up & hair

#### Premi speciali
- Migliore videoclip italiano (assegnato tra i vincitori delle categorie dei generi musicali e i vincitori delle categorie Migliore animazione e Migliore videoclip Low-Budget)
- Migliore videoclip internazionale
- Migliore animazione
- Migliore videoclip Low-Budget
- Extraclip
- Regista dell'anno
- Regista dell'anno Under 25